# Giovanni Celestestadion
Het Giovanni Celestestadion is een multifunctioneel stadion in Messina, Italië.
Er worden vooral voetbalwedstrijden gespeeld, de voetbalclub S.S.D. Città di Messina maakt gebruik van dit stadion. Tussen 1932 en 2004 maakte ACR Messina er ook gebruik van, die club verhuisde in 2004 naar het Stadio San Filippo. Er kunnen 11.900 toeschouwers in het stadion. Het stadion werd geopend in 1932.